# Burgos, Sardinien
Burgos är en ort och kommun i provinsen Sassari i regionen Sardinien i Italien. Kommunen hade 903 invånare (2017).